# Bewafaa

Bewafaa est un film dramatique indien réalisé par Dharmesh Darshan, sorti en 2005.

## Synopsis
Anjali (Kareena Kapoor) a 21 ans et vit au Canada avec ses parents, pieux et très unis. Ceux-ci restent fidèles à leur culture d'origine et souhaitent inculquer leurs valeurs à leur fille. Anjali a des amis parmi la communauté indienne présente, et notamment un petit copain qu'elle voit en cachette, Raja (Akshay Kumar), un musicien qui souhaiterait devenir une star du rock.
Elle déplore de ne pouvoir faire part de cette relation à ses parents, mais sait qu'ils souhaitent lui trouver un mari plus traditionnel et conventionnel, comme celui de sa grande sœur Aarti (Sushmita Sen) qui est enceinte de jumelles. Aarti rend visite à ses parents et décide de mener à terme les 4 derniers mois de sa grossesse chez eux, car son mari Aditya (Anil Kapoor), très occupé par ses affaires, est souvent parti et la laisse seule.
Aarti et Anjali ont une relation très complice, et Anjali parle à sa sœur librement de son amour pour Raja… Elle le lui présente et tout le monde s'entend très bien. Le jour de l'accouchement, Anjali est chargée d'aller récupérer son beau-frère Aditya à l'aéroport. Arrivés à l'hôpital, ils apprennent avec consternation qu'Aarti est morte en couches, mais que ses deux petites filles ont survécu. Les parents d'Anjali lui proposent alors d'épouser Aditya, par respect des traditions. En mémoire de sa sœur et devant l'affection qu'elle ressent pour les deux enfants, Anjali accepte et quitte donc le Canada pour s'installer chez Aditya, à New Delhi (mention spéciale pour la colossale maison, divine !)
Trois années passent… Aditya vit toujours dans le souvenir de sa femme, et bien qu'Anjali fasse tout pour ressembler à Aarti, il ne se remet pas de sa douleur et lui reproche même sa bonne volonté.
Aditya décide tout de même devant le désarroi d'Anjali de changer radicalement d'attitude et de se consacrer davantage à sa famille. Mais avant, il a un dernier voyage d'affaires en Allemagne et ne lui fait pas part de son projet, souhaitant garder la surprise pour son retour.
Mais Anjali est pleine de rancœur envers lui, d'autant plus qu'il a eu des mots très durs à son encontre (il lui a dit qu'elle n'égalerait jamais sa sœur). Alors qu'ils se séparent à l'aéroport, elle entraperçoit dans l'escalator… Raja! Il est devenu une star adulée… Ils ont une brève conversation au cours de laquelle Raja reproche à Anjali d'avoir été déloyale (bewafaa) en le quittant trois ans auparavant sans explications. Ils se remettent néanmoins ensemble dans le plus grand secret et doivent user de divers stratagèmes pour ne pas se faire attraper. Raja aimerait qu'Anjali quitte tout et s'installe avec lui, mais elle est partagée entre son devoir et ses sentiments. De plus, Aditya a complètement changé entretemps, et est devenu un père de famille et un mari attentionné.
Mais un jour l'antipathique femme d'un des amis d'Aditya découvre la liaison clandestine qui unit Raja et Anjali, et menace de tout dévoiler, lui fait des allusions ouvertes en public. Plus que jamais Anjali est acculée face au dilemme existentiel de sa vie et doit rapidement choisir une issue.

## Fiche technique
- Titre : Bewaafa
- Réalisation : Dharmesh Darshan
- Scénario :
- Production :
- Musique :
- Photographie :
- Montage :
- Décors :
- Pays d'origine :  Inde
- Langues : Hindî, Anglais
- Format : Couleurs
- Genre : Film dramatique
- Durée : 150 min
- Date de sortie : 2005

## Distribution
- Anil Kapoor : Aditya Sahai
- Akshay Kumar : Raja
- Kareena Kapoor : Anjali Sahai
- Sushmita Sen : Aarti Sahai
- Shamita Shetty : Pallavi Arora

## Box office
Le film  a engrangé plus de 22,000,000 millions de roupies. Il est considéré comme étant un flop.